# Ludwig-Feuerbach-Straße (Weimar)

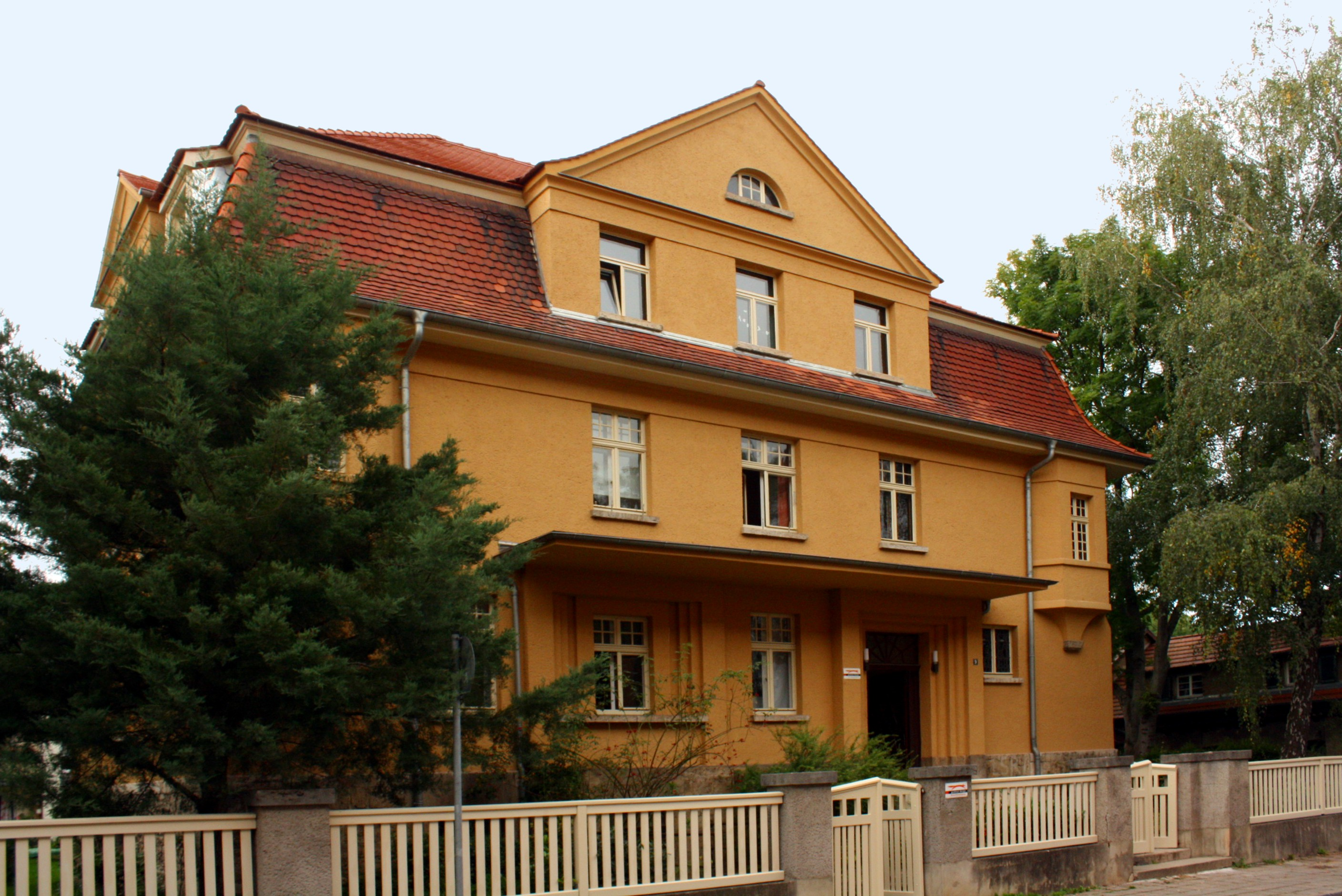
Ludwig-Feuerbach-Straße 9

Die nach dem Philosophen Ludwig Feuerbach benannte Ludwig-Feuerbach-Straße ist eine Verbindungsstraße und zugleich Anliegerstraße in der Weimarer Südstadt. Sie beginnt an der Belvederer Allee und endet nach einem kurvenförmigen Verlauf in der Berkaer Straße.
Die gesamte Ludwig-Feuerbach-Straße steht auf der Liste der Kulturdenkmale in Weimar. Das Verlags- und Wohnhaus Ludwig-Feuerbach-Straße 9 (heute ein Design-Büro) steht zudem auf der Liste der Kulturdenkmale der Südlichen Stadterweiterung in Weimar bzw. Liste der Kulturdenkmale in Weimar (Einzeldenkmale).